# Enciclopedia costantiniana
Costantino I. Una enciclopedia sulla figura, il mito, la critica e la funzione dell'imperatore del cosiddetto editto di Milano, 313-2013 (o Enciclopedia costantiniana)  è un'enciclopedia tematica, in 3 volumi, interamente incentrata su Costantino I: la sua figura, la vicenda storico-culturale, il contesto storico in cui si svolse, il prodursi e il consolidarsi del suo mito nei secoli, la rappresentazione nella letteratura e nelle arti, la tradizione e la critica biografica e storiografica.
L'opera, redatta e pubblicata dall'Istituto dell'Enciclopedia Italiana, è stata presentata nel il 2 dicembre 2013, nel corso del convegno internazionale L'impero costantiniano e i luoghi sacri, tenutosi a Roma tra il 2 e il 4 dicembre. L'occasione della pubblicazione è stata la ricorrenza del diciassettesimo centenario della promulgazione dell'Editto di Milano (313).
All'interno della produzione Treccani, l'opera si situa nella collana editoriale "Orsa Maggiore", della quale sono inserite le altre iniziative tematiche dedicate a singole figure di spessore letterario o storico, come l'Enciclopedia dantesca, l'Enciclopedia virgiliana, l'Enciclopedia oraziana, l'Enciclopedia federiciana.
L'opera è stata realizzata sotto l'alto patronato della Presidenza della Repubblica Italiana e in collaborazione con la Fondazione per le scienze religiose Giovanni XXIII.

## Opera

### Autori
L'opera si avvale dei contributi di 150 esperti qualificati, di provenienza internazionale, specialisti dei vari temi culturali e periodi storici toccati dall'enciclopedia, dal Cristianesimo antico, passando per l'epoca medievale e bizantina fino all'età moderna e contemporanea.

### Direzione dell'opera
La direzione scientifica dell'opera è stata affidata agli storici Alberto Melloni, Peter Brown (Premio Balzan 2011), Johannes Helmrath, Emanuela Prinzivalli, Silvia Ronchey, Norman Tanner.
Alla direzione scientifica è stato affiancato un comitato d'onore composto da due personalità come Bartolomeo I, Patriarca ecumenico di Costantinopoli Nuova Roma e Monsignor Angelo Scola, cardinale della Chiesa cattolica, arcivescovo di Milano, già Patriarca di Venezia.

### Advisory board
Il Comitato consultivo è composto da:
Bernard Ardura, Pontificio comitato di scienze storiche; Girolamo Arnaldi, Istituto della Enciclopedia Italiana; Cesare Alzati Università Cattolica di Milano; Timothy D. Barnes, Università di Edimburgo; Bruno Bleckmann, Università di Düsseldorf; Franco Buzzi, prefetto della Venerabile Biblioteca Ambrosiana; Averil Cameron, Università di Oxford; Luciano Canfora, Università degli Studi di Bari; Christopher S. Celenza, American Academy in Rome; Michele Ciliberto, Scuola Normale Superiore di Pisa; Kriton Chryssochoidis, School of Byzantine St.Athens; JanWillem Drijvers, Università di Groningen; Marcello Garzaniti, Università degli Studi di Firenze; Andrea Giardina, Istituto Italiano di Scienze Umane, Firenze; Tullio Gregory, Istituto della Enciclopedia Italiana; Federico Guidobaldi, Pontificio Istituto di Archeologia Cristiana; Johannes Helmrath, Humboldt Universität, Berlino; Erich Lamberz, Acta conciliorum oecumenicorum, Monaco di Baviera; Rita Lizzi Testa, Università degli Studi di Perugia; Paul Magdalino, Koç Center for Anatolic Studies, Istanbul; Christoph Markschies, Humboldt Universität, Berlino; Arnaldo Marcone, Università degli Studi Roma Tre; Enrico Norelli, Facoltà di teologia protestante, Ginevra; Cesare Pasini, Biblioteca Apostolica Vaticana; Kenneth Pennington, Catholic University of America, Washington; Mariangela Regoliosi, Università degli Studi di Firenze; Giuseppe Ruggieri, Studio Teologico di Catania; Salvatore Settis, Scuola Normale Superiore di Pisa; Constantin Sigov, Kyiv-Mohyla Academia; Anna-Marija Totomanova, Università di Sofia

### Contenuti
L'impostazione è enciclopedico-lessicografica, con 150 lemmi specifici su argomenti rientranti nell'ambito dei temi dell'opera. Ciascun lemma è redatto in forma di saggio, affidato alla responsabilità di uno specialista. I testi sono corredati da un totale di circa 500 illustrazioni di pregio. I contenuti sono raccolti in tre volumi, ciascuno di circa 1000 pagine, confezionati con legatura in tutta pelle trattata in fossa.
I volumi sono custoditi singolarmente, in separati cofanetti foderati in tessuto moiré color marrone.

#### Struttura tematica
Le singole voci fanno parte di sei aree tematiche, il cui sviluppo si dispiega su vari secoli, dall'antichità fino all'età contemporanea.
- Il primo ambito tematico riguarda i vari aspetti della figura stessa di Costantino il Grande, inquadrata nel secolo in cui visse e operò politicamente: la sua vita, il suo percorso religioso, l'azione politica, le iniziative in campo architettonico e urbanistico, "le testimonianze iconografiche ed epigrafiche, la rappresentazione del potere".
- Il secondo ambito tematico si rivolge all'epoca storica che fa da sfondo alla vicenda politica di Costantino: geografia, amministrazione, diritto, filosofia, religiosità, storia del cristianesimo pre e post-costantiniano.
- Una specifica area tematica è dedicata alla rappresentazione della figura di Costantino tra IV e VI secolo: alla formazione di tale immagine contribuirono testimonianze e opere della natura più varia, biografiche e panegiristiche, patristiche, monastiche, iconografiche.
- Un'area specifica riguarda la formazione e l'evoluzione storica del mito di Costantino in ambiente bizantino orientale, arabo, e nel Medioevo europeo.
- la quinta sezione tematica riguarda la figura dell'imperatore nella modernità europea fino alle soglie della contemporaneità: Umanesimo, Rinascimento, Riforma, Controriforma, Illuminismo, storiografia ottocentesca.
- L'ultima sezione riguarda l'età contemporanea, con riferimento alla figura storica di Costantino "nella riflessione teologica", nel "grande dibattito storiografico novecentesco", nel "pensiero giuridico e politico". Della sezione fanno parte anche le voci che riguardano il trattamento e la fortuna, nel succedersi del tempo, della figura dell'imperatore, sia nella letteratura del Novecento, sia nella produzione cinematografica e televisiva.

#### Riproduzioni monetali
Oltre ai volumi, fa parte dell'opera un cofanetto contenente la riproduzione di un trittico di esemplari monetali della monetazione costantiniana, realizzati dall'Istituto Poligrafico e Zecca dello Stato, ottenuti attraverso il ri-conio dei pezzi negli stessi metalli degli originali (oro, argento, bronzo): un solidus aureo del IV secolo (il conio che costituiva l'asse portante della Monetazione di Costantino), un solido argenteo coniato dalla Zecca di Costantinopoli nel 328-329, un follis bronzeo emesso dalla zecca di Ticinum nel 307-308. I ri-conii sono stati ottenuti da stampi realizzati a seguito dello studio

## Accessibilità on line
I saggi contenuti nell'enciclopedia sono disponibili online per la sola parte del solo testo (con esclusione, quindi, dell'apparato iconografico): l'accesso è libero, sul sito dell'Istituto, avviene, come per gli altri contenuti digitalizzati Treccani (compresi il Dizionario biografico degli italiani, l'Enciclopedia biografica universale, l'Enciclopedia dei papi), attraverso la funzione di ricerca interna al sito.